# Crenita da Cáldia
Crenita (em grego: Κρινίτης/Κρηνίτης; romaniz.: Krinítis/Krenítes) foi oficial bizantino do século X, ativo sob o imperador Constantino VII (r. 913–959).

## Vida

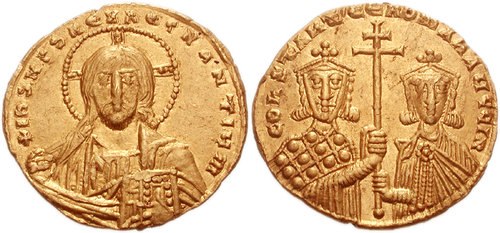
Soldo de r. e r.

Crenita era oriundo da Cáldia e no início do reinado solo de Constantino VII (r. 944–959) (ca. 945), foi nomeado estratego da Calábria. Foi um mal governador, porém, saqueando a população e enriquecendo ilicitamente. Se sabe que comprou comida barata e vendeu-a a altos preços aos muçulmanos do norte da África, que à época sofriam de fome e guerra civil. Em 947, quando as hostilidades entre bizantinos e muçulmanos recomeçam, Constantino interveio, demitindo-o e tomando-lhe sua fortuna. Ele morreu na desgraça. Pensa-se, embora seja incerto, que pode ser associado a Crenita Arotra e o patrício Crenita.